# Jarosławski
Jarosławski là một huyện thuộc tỉnh Podkarpackie của Ba Lan. Huyện có diện tích 1029 km². Đến ngày 1 tháng 1 năm 2011, dân số của huyện là 121433 người và mật độ 118 người/km².